# Heinrich Bacmeister

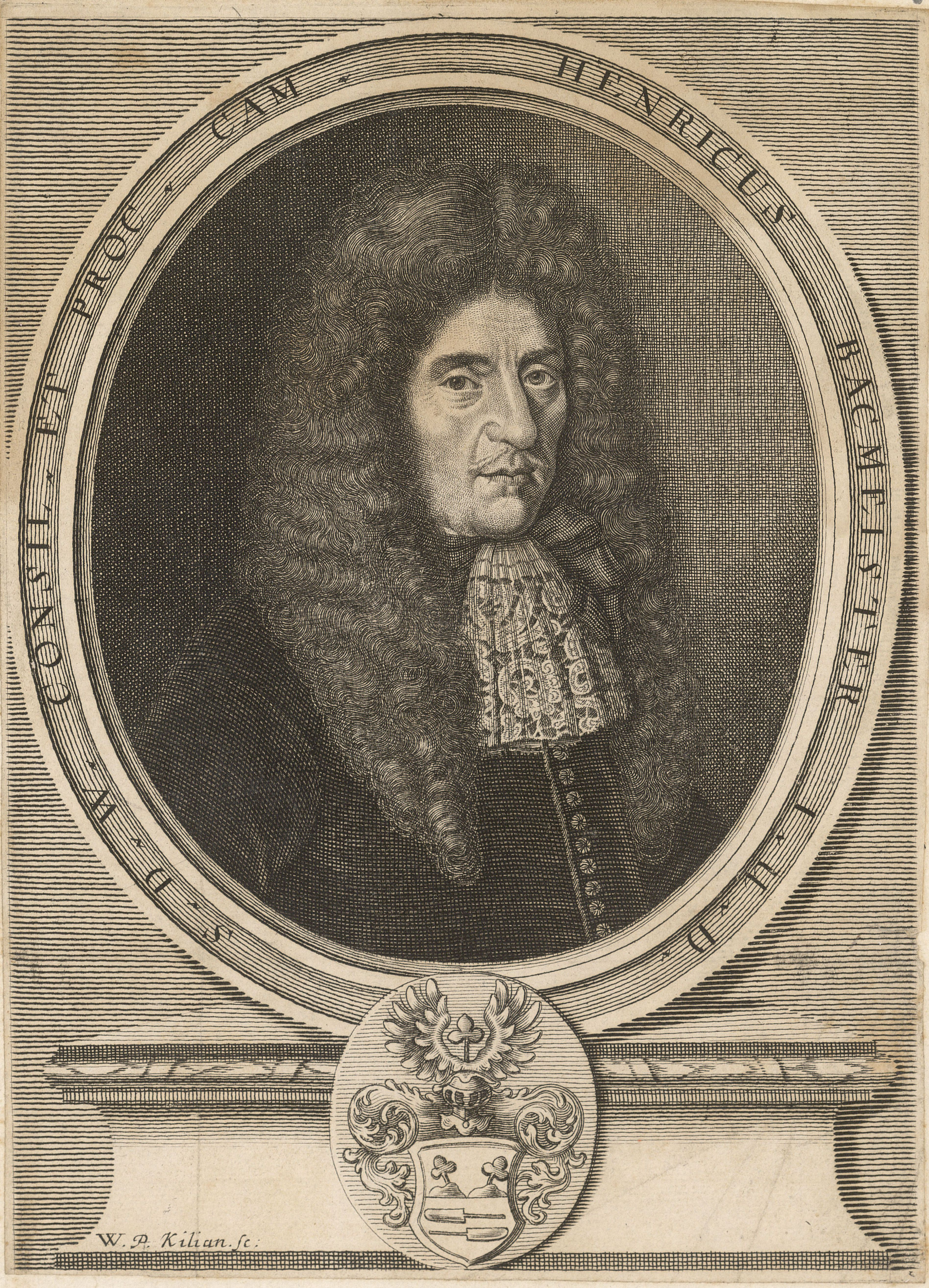
Heinrich Bacmeister, Kupferstich von Wolfgang Philipp Kilian, um 1690.

Heinrich Bacmeister (* 14. Juli 1618 in Lübeck; † 2. Januar 1692 in Stuttgart) war ein deutscher Oberjustizrat und Kammerprokurator.

## Biografie
Bacmeister war der Sohn des Lüneburger Syndicus Heinrich Bacmeister (1584–1628) und der Sara Dorothea Reiser (1599–1634), Tochter des Lübecker Syndicus Heinrich Reiser. Er wurde auf Grund des frühen Todes seines Vaters überwiegend von Verwandten aufgezogen und unterrichtet. Sein Onkel Petrus Krüger, Pfarrer an der Hauptkirche in Kiel, nahm ihn mit 13 Jahren bei sich auf und war bis 1636 sein Privatlehrer. Anschließend unternahm Bacmeister mit Junkern aus der befreundeten Familie  von Marschalck aus Hechthausen eine Europareise, um an den Universitäten von Köln, Leiden, Utrecht, Oxford, Paris, Orleans und Seaumur das Studium der Rechtswissenschaften aufzunehmen. Nach drei Jahren kehrte er nach Deutschland zurück, wurde kurzfristig auf das Rittergut Hutloh der Familie von Marschalcks in Hechthausen als Privatlehrer aufgenommen und erhielt im Gegenzug von dieser Familie weitere finanzielle Unterstützung, um seine Studien fortsetzen zu können. 1640 ging er mit den Vettern Balthasar und Jürgen von Marschalck an die Ritterakademie Soröe auf der Insel Seeland in Dänemark, wo sie bis 1643 blieben. Danach wechselte Bacmeister nochmals an die Universität Utrecht, erkrankte dort aber lebensgefährlich und kehrte zur Rekonvaleszenz erneut nach Hutloh zurück.
Nach seiner Genesung meldete er sich als Auditeur bei dem von Berthold Heinrich von Bülow neu aufgestellten deutschen Regiment, das seinen Dienst auf Seiten der schwedischen Armee im Rahmen des schwedisch-französischen Krieges (1635–1648) versah. Diesem Verband blieb Bacmeister bis zu seiner ehrenvollen Abdankung im Jahre 1650 treu.
Durch seinen bisherigen Regimentseinsatz nach Nördlingen verpflichtet, suchte er nun dort, auch als frisch Verheirateter, eine neue Herausforderung. Im Jahre 1652 wurde er vom  Herzog Eberhard III. von Württemberg als Amtmann und Vogt zu Neuenburg am Rhein ernannt. Nach dem Tod seines Bruders Lucas Bacmeister (1622–1655) übernahm er dessen freigewordene Stelle als Universitätssekretär an der Universität Tübingen. Hier blieb er trotz eines Angebots des Markgrafen Friedrich VI. von Baden-Durlach, eine Stelle als Kanzleidirektor in Immendingen anzutreten, bis zum Jahre 1672. Nach seiner relativ späten Erlangung des Doktortitels beider Rechte am 2. Februar 1671 im Alter von fast 53 Jahren wurde er im gleichen Jahre noch zum Justizrat und nur ein Jahr später zum Oberjustizrat und Kammerprokurator befördert. In dieser Funktion versetzte ihn der Herzog nach Stuttgart, von wo aus er unter anderem im Jahre 1676 der Versammlung der schwäbischen, bayerischen und fränkischen Kreisstände, welche über die Verbesserung des Münzwesens berieten, beiwohnte. Dies gab ihm darüber hinaus Gelegenheit, für seinen von der Universität Straßburg zurückgekehrten Vetter Johann von Bacmeister zu sorgen, der nach der plötzlichen Mittellosigkeit dessen Vaters Johann Bacmeister dringend auf Stipendien und Arbeitsvermittlung für seine weitere juristische Laufbahn angewiesen war.

## Familie
Heinrich Bacmeister, der auf Grund seiner berufsbedingten neuen Heimat als der Begründer der Württembergischen Linie der Bacmeister-Familie zählt, war in erster Ehe verheiratet mit Anna Barbara Seefried (1629–1676), Tochter des Nördlinger Bürgermeisters Johann Georg Seefried. Mit ihr hatte er sieben Kinder, von denen sein Sohn Eberhard Bacmeister Fürstlich Ostfriesischer Leibarzt sowie Regierungs- und Oberkonsistorialrat in Aurich wurde und damit als der Begründer der ostfriesischen Linie dieser Familie gilt. In zweiter Ehe verheiratete sich Heinrich Bacmeister nach dem Tod seiner ersten Frau noch mit Maria Margarethe Keller (1640–1689), Tochter des Geheimsekretärs Johann Christoph Keller, die ihm drei weitere Söhne gebar. Zu der in Württemberg verbliebenen Linie zählt sechs Generationen später auch der Germanist und Schriftsteller Adolf Bacmeister.

## Werke (Auswahl)
- Delibata Iuris ex Libro XLVIII. Digestorum / Quae … Praeside Wolfgang-Adamo Lauterbach … Publico Eruditorum Examini, ad diem Novembris, horis locisq[ue] consuetis, subjicit Henricus Backmeister …. - Tubingae : Cellius, 1658
- Ad lib. III. Digest. tit. III. 1663 (Dissertation),
- De palmario advocatorum, 1671 (Dissertation);